# Vena cólica media
La vena cólica media es una vena que sigue la distribución de la arteria cólica media y que desemboca en la vena mesentérica superior. Drena el colon transverso.